# Rhynchoribates subaequalis
Rhynchoribates subaequalis är en kvalsterart som beskrevs av Balogh 1962. Rhynchoribates subaequalis ingår i släktet Rhynchoribates och familjen Rhynchoribatidae. Inga underarter finns listade i Catalogue of Life.